# Liste des monuments historiques du Puy-de-Dôme (M-Z)
Cet article recense une partie des monuments historiques du Puy-de-Dôme, en France.
- Haut – A
- B
- C
- D
- E
- F
- G
- H
- I
- J
- K
- L
- M
- N
- O
- P
- Q
- R
- S
- T
- U
- V
- W
- X
- Y
- Z

## Liste
Pour des raisons de taille, la liste est découpée en deux. Cette partie regroupe les communes débutant de M à Z. Pour les autres, voir la liste des monuments historiques du Puy-de-Dôme (A-L).
Compte tenu du nombre de protections dans certaines communes, celles-ci font l'objet d'une liste distincte :
- pour Riom, voir la liste des monuments historiques de Riom
- pour Thiers, voir la liste des monuments historiques de Thiers

| Monument                                                                        | Commune                               | Adresse                                                      | Coordonnées                                    | Notice                                         | Protection                                     | Date                                           | Illustration                                                                   |
| ------------------------------------------------------------------------------- | ------------------------------------- | ------------------------------------------------------------ | ---------------------------------------------- | ---------------------------------------------- | ---------------------------------------------- | ---------------------------------------------- | ------------------------------------------------------------------------------ |
| Château de Saint-Genès-l'Enfant                                                 | Malauzat                              |                                                              | 45° 52′ 35″ nord, 3° 03′ 50″ est               | « PA63000091 »                                 | Inscrit                                        | 2008                                           | Château de Saint-Genès-l'Enfant                                                |
| Pigeonnier de Malintrat                                                         | Malintrat                             | Bugheas                                                      | 45° 48′ 34″ nord, 3° 11′ 19″ est               | « PA00092160 »                                 | Inscrit                                        | 1974                                           | Image manquante Téléverser                                                     |
| Abbaye Saint-Sébastien de Manglieu                                              | Manglieu                              | Manglieu                                                     | 45° 36′ 42″ nord, 3° 21′ 03″ est               | « PA00092161 »                                 | Inscrit                                        | 1963                                           | Abbaye Saint-Sébastien de Manglieu                                             |
| Église Notre-Dame de Manglieu                                                   | Manglieu                              |                                                              | 45° 36′ 41″ nord, 3° 21′ 05″ est               | « PA00092163 »                                 | Inscrit                                        | 1965                                           | Église Notre-Dame de Manglieu                                                  |
| Église Saint-Sébastien de Manglieu                                              | Manglieu                              |                                                              | 45° 36′ 42″ nord, 3° 21′ 04″ est               | « PA00092162 »                                 | Classé                                         | 1840                                           | Église Saint-Sébastien de Manglieu                                             |
| Château de Teilhet                                                              | Marat                                 |                                                              | 45° 40′ 47″ nord, 3° 41′ 35″ est               | « PA00092525 »                                 | Inscrit                                        | 2001                                           | Château de Teilhet                                                             |
| Église Saint-Clair de Marat                                                     | Marat                                 |                                                              | 45° 39′ 32″ nord, 3° 40′ 56″ est               | « PA00092526 »                                 | Inscrit                                        | 1990                                           | Image manquante Téléverser                                                     |
| Tour de Grippel                                                                 | Marat                                 |                                                              | 45° 40′ 18″ nord, 3° 41′ 57″ est               | « PA00092164 »                                 | Inscrit                                        | 1963                                           | Tour de Grippel                                                                |
| Église Sainte-Couronne de Mareugheol                                            | Mareugheol                            |                                                              | 45° 29′ 18″ nord, 3° 09′ 56″ est               | « PA00092165 »                                 | Inscrit                                        | 1969                                           | Église Sainte-Couronne de Mareugheol                                           |
| Château de Beyssat                                                              | Maringues                             | Beissat                                                      | 45° 53′ 56″ nord, 3° 19′ 49″ est               | « PA63000110 »                                 | Inscrit                                        | 2012                                           | Image manquante Téléverser                                                     |
| Église Saint-Étienne de Maringues                                               | Maringues                             |                                                              | 45° 55′ 14″ nord, 3° 19′ 41″ est               | « PA00092166 »                                 | Classé                                         | 1991                                           | Église Saint-Étienne de Maringues                                              |
| Hôtel des ducs de Bouillon                                                      | Maringues                             | Grande-Rue                                                   | 45° 55′ 15″ nord, 3° 19′ 49″ est               | « PA00092167 »                                 | Inscrit                                        | 1951                                           | Hôtel des ducs de Bouillon                                                     |
| Hôtel Grimardias                                                                | Maringues                             | 10 rue Beaudet-Lafarge                                       | 45° 55′ 14″ nord, 3° 19′ 50″ est               | « PA63000053 »                                 | Inscrit                                        | 2002                                           | Hôtel Grimardias                                                               |
| Maison à pans de bois                                                           | Maringues                             | Rue de Bouillon                                              | 45° 55′ 15″ nord, 3° 19′ 49″ est               | « PA00092168 »                                 | Inscrit                                        | 1952                                           | Maison à pans de bois                                                          |
| Tanneries de Maringues                                                          | Maringues                             |                                                              | 45° 55′ 12″ nord, 3° 19′ 48″ est               | « PA00092169 »                                 | Inscrit                                        | 1980                                           | Tanneries de Maringues                                                         |
| Chapelle des Pénitents blancs                                                   | Marsac-en-Livradois                   |                                                              | 45° 28′ 44″ nord, 3° 43′ 43″ est               | « PA00092173 »                                 | Inscrit                                        | 1951                                           | Chapelle des Pénitents blancs                                                  |
| Croix de chemin de Marsac-en-Livradois                                          | Marsac-en-Livradois                   | Place de la Halle                                            | 45° 28′ 43″ nord, 3° 43′ 41″ est               | « PA00092170 »                                 | Classé                                         | 1910                                           | Image manquante Téléverser                                                     |
| Croix des Issards                                                               | Marsac-en-Livradois                   | Les Issards                                                  | 45° 26′ 54″ nord, 3° 42′ 42″ est               | « PA00092171 »                                 | Inscrit                                        | 1964                                           | Image manquante Téléverser                                                     |
| Église Notre-Dame de Marsac-en-Livradois                                        | Marsac-en-Livradois                   |                                                              | 45° 28′ 44″ nord, 3° 43′ 44″ est               | « PA00092172 »                                 | Classé                                         | 1907                                           | Église Notre-Dame de Marsac-en-Livradois                                       |
| Moulin à papier de la Grand'Rive                                                | Marsac-en-Livradois                   |                                                              | 45° 28′ 51″ nord, 3° 46′ 34″ est               | « PA00092174 »                                 | Inscrit                                        | 1984                                           | Image manquante Téléverser                                                     |
| Croix de carrefour de Marsat                                                    | Marsat                                |                                                              | 45° 52′ 31″ nord, 3° 04′ 37″ est               | « PA00092176 »                                 | Classé                                         | 1963                                           | Croix de carrefour de Marsat                                                   |
| Croix de Marsat                                                                 | Marsat                                |                                                              | 45° 52′ 35″ nord, 3° 05′ 01″ est               | « PA00092175 »                                 | Classé                                         | 1913                                           | Croix de Marsat                                                                |
| Église Notre-Dame de l'Assomption de Marsat                                     | Marsat                                |                                                              | 45° 52′ 35″ nord, 3° 05′ 00″ est               | « PA00092177 »                                 | Inscrit                                        | 1971                                           | Église Notre-Dame de l'Assomption de Marsat                                    |
| Fontaine de Marsat                                                              | Marsat                                |                                                              | 45° 52′ 33″ nord, 3° 04′ 57″ est               | « PA00092178 »                                 | Inscrit                                        | 1926                                           | Fontaine de Marsat                                                             |
| Maison Ducorail                                                                 | Marsat                                |                                                              | 45° 52′ 41″ nord, 3° 04′ 51″ est               | « PA63000009 »                                 | Inscrit                                        | 1997                                           | Maison Ducorail                                                                |
| Monastère des Bénédictines de Marsat                                            | Marsat                                |                                                              | 45° 52′ 35″ nord, 3° 04′ 59″ est               | « PA00092179 »                                 | Inscrit                                        | 1925 1931                                      | Monastère des Bénédictines de Marsat                                           |
| Vieille Tour de Marsat                                                          | Marsat                                |                                                              | 45° 52′ 33″ nord, 3° 04′ 57″ est               | « PA00092180 »                                 | Inscrit                                        | 1926                                           | Vieille Tour de Marsat                                                         |
| Château de Mauzun                                                               | Mauzun                                |                                                              | 45° 42′ 19″ nord, 3° 25′ 43″ est               | « PA00092181 »                                 | Classé Inscrit                                 | 1970 2013                                      | Château de Mauzun                                                              |
| Villa Le Chalay                                                                 | Mauzun                                |                                                              | 45° 42′ 14″ nord, 3° 25′ 50″ est               | « PA63000004 »                                 | Inscrit                                        | 1996                                           | Villa Le Chalay                                                                |
| Abbaye de Menat                                                                 | Menat                                 |                                                              | 46° 06′ 15″ nord, 2° 54′ 16″ est               | « PA00092182 »                                 | Classé Inscrit                                 | 1977 2015                                      | Abbaye de Menat                                                                |
| Pont de Menat                                                                   | Menat                                 |                                                              | 46° 05′ 59″ nord, 2° 55′ 54″ est               | « PA00092183 »                                 | Classé                                         | 1918                                           | Pont de Menat                                                                  |
| Borne armoriée de Messeix                                                       | Messeix (Également sur Saint-Sulpice  |                                                              | à géolocaliser                                 | « PA00092184 »                                 | Classé                                         | 1972                                           | Image manquante Téléverser                                                     |
| Église Saint-Pierre de Messeix                                                  | Messeix                               |                                                              | 45° 36′ 55″ nord, 2° 32′ 27″ est               | « PA00092185 »                                 | Classé Inscrit                                 | 1916 1980                                      | Église Saint-Pierre de Messeix                                                 |
| Maison Domat                                                                    | Mirefleurs                            | 2 rue de la Grande-Chareyre                                  | 45° 41′ 40″ nord, 3° 13′ 26″ est               | « PA63000028 »                                 | Inscrit                                        | 2000                                           | Maison Domat                                                                   |
| Ruines du Château de Miremont                                                   | Miremont                              |                                                              | 45° 53′ 51″ nord, 2° 43′ 14″ est               | « PA00092187 »                                 | Inscrit                                        | 1927                                           | Image manquante Téléverser                                                     |
| Église Saint-Bonnet de Miremont                                                 | Miremont                              |                                                              | 45° 53′ 52″ nord, 2° 43′ 13″ est               | « PA00092188 »                                 | Inscrit                                        | 1962                                           | Église Saint-Bonnet de Miremont                                                |
| Église Saint-Pierre-aux-Liens de Moissat-Bas                                    | Moissat                               |                                                              | 45° 46′ 45″ nord, 3° 21′ 47″ est               | « PA00092189 »                                 | Classé                                         | 1983                                           | Église Saint-Pierre-aux-Liens de Moissat-Bas                                   |
| Château du Lac                                                                  | Le Monestier                          | Le Lac                                                       | 45° 33′ 58″ nord, 3° 41′ 05″ est               | « PA63000112 »                                 | Inscrit                                        | 2012                                           | Image manquante Téléverser                                                     |
| Église Saint-Antoine du Monestier                                               | Le Monestier                          |                                                              | 45° 33′ 49″ nord, 3° 39′ 46″ est               | « PA00092190 »                                 | Classé                                         | 1976                                           | Église Saint-Antoine du Monestier                                              |
| Château de Périgères                                                            | Mons                                  | Périgères                                                    | 45° 59′ 39″ nord, 3° 25′ 56″ est               | « PA00092191 »                                 | Inscrit                                        | 1997                                           | Image manquante Téléverser                                                     |
| Villa de la Presle                                                              | Mons                                  |                                                              | 46° 00′ 01″ nord, 3° 27′ 05″ est               | « PA00092192 »                                 | Inscrit                                        | 2002                                           | Image manquante Téléverser                                                     |
| Beffroi de Montaigut                                                            | Montaigut                             |                                                              | 46° 10′ 51″ nord, 2° 48′ 28″ est               | « PA00092195 »                                 | Inscrit                                        | 2010                                           | Image manquante Téléverser                                                     |
| Église Notre-Dame-de-Bonne-Nouvelle de Montaigut                                | Montaigut                             |                                                              | 46° 10′ 51″ nord, 2° 48′ 34″ est               | « PA00092196 »                                 | Inscrit                                        | 1926                                           | Image manquante Téléverser                                                     |
| Maison                                                                          | Montaigut                             | Rue du Pont Place de l'Église                                | 46° 10′ 50″ nord, 2° 48′ 33″ est               | « PA00092197 »                                 | Inscrit                                        | 1972                                           | Image manquante Téléverser                                                     |
| Château de Montaigut-le-Blanc                                                   | Montaigut-le-Blanc                    |                                                              | 45° 35′ 14″ nord, 3° 05′ 24″ est               | « PA00092198 »                                 | Classé                                         | 1889                                           | Château de Montaigut-le-Blanc                                                  |
| Porte d'enceinte de Montaigut-le-Blanc                                          | Montaigut-le-Blanc                    |                                                              | 45° 35′ 15″ nord, 3° 05′ 32″ est               | « PA00092199 »                                 | Inscrit                                        | 1926                                           | Porte d'enceinte de Montaigut-le-Blanc                                         |
| Tour de Rognon                                                                  | Montaigut-le-Blanc                    |                                                              | 45° 34′ 43″ nord, 3° 04′ 15″ est               | « PA00092200 »                                 | Inscrit                                        | 1926                                           | Tour de Rognon                                                                 |
| Funiculaire du Capucin                                                          | Mont-Dore                             |                                                              | 45° 34′ 16″ nord, 2° 48′ 33″ est               | « PA00092194 »                                 | Inscrit                                        | 1984                                           | Funiculaire du Capucin                                                         |
| Hôtel Le Sarciron                                                               | Mont-Dore                             | 27 - 31 rue Meynadier                                        | 45° 34′ 25″ nord, 2° 48′ 36″ est               | « PA63000075 »                                 | Inscrit                                        | 2005                                           | Hôtel Le Sarciron                                                              |
| Thermes du Mont-Dore                                                            | Mont-Dore                             |                                                              | 45° 34′ 26″ nord, 2° 48′ 39″ est               | « PA00092193 »                                 | Inscrit Classé                                 | 1987 1989                                      | Thermes du Mont-Dore                                                           |
| Église Saint-Mamert de Montel-de-Gelat                                          | Montel-de-Gelat                       |                                                              | 45° 56′ 14″ nord, 2° 34′ 56″ est               | « PA00092201 »                                 | Inscrit                                        | 1982                                           | Image manquante Téléverser                                                     |
| Croix de cimetière de Montfermy                                                 | Montfermy                             |                                                              | 45° 52′ 52″ nord, 2° 48′ 33″ est               | « PA00092202 »                                 | Classé                                         | 1908                                           | Croix de cimetière de Montfermy                                                |
| Église Saint-Léger de Montfermy                                                 | Montfermy                             |                                                              | 45° 52′ 52″ nord, 2° 48′ 34″ est               | « PA00092203 »                                 | Classé                                         | 1908                                           | Église Saint-Léger de Montfermy                                                |
| Château de Montmorin                                                            | Montmorin                             |                                                              | 45° 41′ 43″ nord, 3° 21′ 38″ est               | « PA00092204 »                                 | Classé                                         | 1985                                           | Château de Montmorin                                                           |
| Église de l'Exaltation-de-la-Sainte-Croix de la Vialle                          | Montmorin                             |                                                              | 45° 41′ 43″ nord, 3° 21′ 35″ est               | « PA00092205 »                                 | Inscrit                                        | 1985                                           | Église de l'Exaltation-de-la-Sainte-Croix de la Vialle                         |
| Église Notre-Dame-de-Septembre de Montpensier                                   | Montpensier                           |                                                              | 46° 01′ 59″ nord, 3° 13′ 28″ est               | « PA00092206 »                                 | Inscrit                                        | 1978                                           | Image manquante Téléverser                                                     |
| Porte fortifiée de Montpeyroux                                                  | Montpeyroux                           |                                                              | 45° 37′ 19″ nord, 3° 12′ 16″ est               | « PA00092207 »                                 | Inscrit                                        | 1951                                           | Porte fortifiée de Montpeyroux                                                 |
| Tour du château fort de Montpeyroux                                             | Montpeyroux                           |                                                              | 45° 37′ 18″ nord, 3° 12′ 20″ est               | « PA00092208 »                                 | Classé                                         | 1957                                           | Tour du château fort de Montpeyroux                                            |
| Abbatiale Saint-Pierre de Mozac                                                 | Mozac                                 |                                                              | 45° 53′ 25″ nord, 3° 05′ 39″ est               | « PA00092212 »                                 | Classé                                         | 1840                                           | Abbatiale Saint-Pierre de Mozac                                                |
| Abbaye de Mozac                                                                 | Mozac                                 |                                                              | 45° 53′ 25″ nord, 3° 05′ 39″ est               | « PA00092209 »                                 | Classé                                         | 2016                                           | Abbaye de Mozac                                                                |
| Borne de justice de Mozac                                                       | Mozac                                 | Rue Henri-Pourrat Rue Saint-Calmin                           | 45° 53′ 17″ nord, 3° 05′ 56″ est               | « PA00092210 »                                 | Classé                                         | 1972                                           | Borne de justice de Mozac                                                      |
| Château des Tours-Portabéraud                                                   | Mozac                                 |                                                              | 45° 53′ 21″ nord, 3° 05′ 37″ est               | « PA00092211 »                                 | Inscrit                                        | 1998                                           | Château des Tours-Portabéraud                                                  |
| Château de Mezel                                                                | Mur-sur-Allier                        |                                                              | 45° 45′ 19″ nord, 3° 14′ 30″ est               | « PA00092186 »                                 | Inscrit                                        | 1926                                           | Château de Mezel                                                               |
| Oppidum du Puy du Mur                                                           | Mur-sur-Allier                        |                                                              | 45° 45′ 55″ nord, 3° 15′ 00″ est               | « PA63000051 »                                 | Inscrit                                        | 2002                                           | Image manquante Téléverser                                                     |
| Oppidum du Puy du Mur                                                           | Mur-sur-Allier                        |                                                              | 45° 45′ 55″ nord, 3° 15′ 00″ est               | « PA63000054 »                                 | Inscrit                                        | 2002                                           | Image manquante Téléverser                                                     |
| Autel des Druides                                                               | Murol                                 | Le Suc                                                       | 45° 34′ 48″ nord, 2° 57′ 14″ est               | « PA00092215 »                                 | Classé                                         | 1948                                           | Image manquante Téléverser                                                     |
| Château de Murol                                                                | Murol                                 |                                                              | 45° 34′ 41″ nord, 2° 56′ 42″ est               | « PA00092213 »                                 | Classé                                         | 1889                                           | Château de Murol                                                               |
| Église Saint-Ferréol de Murol                                                   | Murol                                 | Place de l'Abbé-Boudal                                       | 45° 34′ 27″ nord, 2° 56′ 41″ est               | « PA63000082 »                                 | Inscrit                                        | 2006                                           | Église Saint-Ferréol de Murol                                                  |
| Maison de l'abbé d'Estaing                                                      | Murol                                 | rue de Prélong                                               | 45° 34′ 28″ nord, 2° 56′ 35″ est               | « PA00092214 »                                 | Inscrit                                        | 1975                                           | Maison de l'abbé d'Estaing                                                     |
| Église Saint-Bonnet de Néronde-sur-Dore                                         | Néronde-sur-Dore                      |                                                              | 45° 47′ 54″ nord, 3° 31′ 19″ est               | « PA00092216 »                                 | Classé                                         | 1910                                           | Église Saint-Bonnet de Néronde-sur-Dore                                        |
| Château de Lavaure                                                              | Neschers                              |                                                              | 45° 35′ 36″ nord, 3° 10′ 46″ est               | « PA00092217 »                                 | Inscrit                                        | 1974                                           | Image manquante Téléverser                                                     |
| Château de Cheix                                                                | Neuville                              |                                                              | 45° 44′ 06″ nord, 3° 26′ 58″ est               | « PA63000086 »                                 | Inscrit                                        | 2006                                           | Image manquante Téléverser                                                     |
| Église Saint-Symphorien de Neuville                                             | Neuville                              |                                                              | 45° 44′ 42″ nord, 3° 26′ 11″ est               | « PA00092553 »                                 | Classé                                         | 1996                                           | Image manquante Téléverser                                                     |
| Croix du chemin des Côtes                                                       | Nohanent                              | Rue de la Charreyre                                          | 45° 48′ 39″ nord, 3° 03′ 42″ est               | « PA00092218 »                                 | Classé                                         | 1972                                           | Croix du chemin des Côtes                                                      |
| Plateau des Côtes de Clermont Également sur Blanzat, Durtol et Clermont-Ferrand | Nohanent                              |                                                              | 45° 48′ 31″ nord, 3° 04′ 29″ est               | « PA00092498 »                                 | Inscrit                                        | 1986                                           | Plateau des Côtes de ClermontÉgalement sur Blanzat, Durtol et Clermont-Ferrand |
| Château de Beaurecueil                                                          | Nonette-Orsonnette                    |                                                              | 45° 29′ 36″ nord, 3° 16′ 43″ est               | « PA00092219 »                                 | Inscrit                                        | 2010                                           | Château de Beaurecueil                                                         |
| Église Saint-Nicolas de Nonette                                                 | Nonette-Orsonnette                    |                                                              | 45° 28′ 34″ nord, 3° 16′ 44″ est               | « PA00092220 »                                 | Classé                                         | 2023                                           | Église Saint-Nicolas de Nonette                                                |
| Église Sainte-Madeleine d'Orsonnette                                            | Nonette-Orsonnette                    |                                                              | 45° 28′ 30″ nord, 3° 17′ 55″ est               | « PA00092233 »                                 | Classé                                         | 1907                                           | Église Sainte-Madeleine d'Orsonnette                                           |
| Église Saint-Pierre de Novacelles                                               | Novacelles                            |                                                              | 45° 26′ 13″ nord, 3° 39′ 00″ est               | « PA00092221 »                                 | Classé Inscrit                                 | 1969                                           | Église Saint-Pierre de Novacelles                                              |
| Église Notre-Dame d'Olliergues                                                  | Olliergues                            |                                                              | 45° 40′ 34″ nord, 3° 38′ 07″ est               | « PA00092222 »                                 | Inscrit                                        | 1961                                           | Église Notre-Dame d'Olliergues                                                 |
| Église Saint-Martin de la Chabasse                                              | Olliergues                            |                                                              | 45° 41′ 13″ nord, 3° 37′ 17″ est               | « PA00092223 »                                 | Inscrit                                        | 1928                                           | Image manquante Téléverser                                                     |
| Maison des Marchands                                                            | Olliergues                            | Rue du Pavé Place de l'Ancienne-Halle                        | 45° 40′ 30″ nord, 3° 38′ 11″ est               | « PA00092224 »                                 | Inscrit                                        | 1977                                           | Image manquante Téléverser                                                     |
| Pont du Diable                                                                  | Olliergues                            | Giroux                                                       | 45° 41′ 37″ nord, 3° 35′ 20″ est               | « PA00092226 »                                 | Inscrit                                        | 1971                                           | Pont du Diable                                                                 |
| Pont sur la Dore                                                                | Olliergues                            |                                                              | 45° 40′ 27″ nord, 3° 38′ 08″ est               | « PA00092225 »                                 | Classé                                         | 1930                                           | Image manquante Téléverser                                                     |
| Château fort de la Faye                                                         | Olmet                                 |                                                              | 45° 44′ 21″ nord, 3° 39′ 06″ est               | « PA00092227 »                                 | Inscrit                                        | 1986                                           | Image manquante Téléverser                                                     |
| Église Saint-Jean-Baptiste d'Olmet                                              | Olmet                                 |                                                              | 45° 42′ 36″ nord, 3° 39′ 39″ est               | « PA63000132 »                                 | Inscrit                                        | 2019                                           | Église Saint-Jean-Baptiste d'Olmet                                             |
| Croix d'Orcet                                                                   | Orcet                                 | 27 rue des Percedes                                          | 45° 42′ 06″ nord, 3° 09′ 51″ est               | « PA00092228 »                                 | Classé                                         | 1907                                           | Image manquante Téléverser                                                     |
| Église Saint-Mary d'Orcet                                                       | Orcet                                 |                                                              | 45° 42′ 14″ nord, 3° 10′ 10″ est               | « PA63000005 »                                 | Inscrit                                        | 1996                                           | Image manquante Téléverser                                                     |
| Temple de Mercure                                                               | Orcines                               | Sommet du Puy-de-Dôme                                        | 45° 46′ 18″ nord, 2° 57′ 52″ est               | « PA00092229 »                                 | Classé                                         | 1889                                           | Temple de Mercure                                                              |
| Basilique Notre-Dame d'Orcival                                                  | Orcival                               |                                                              | 45° 40′ 59″ nord, 2° 50′ 29″ est               | « PA00092231 »                                 | Classé                                         | 1840                                           | Basilique Notre-Dame d'Orcival                                                 |
| Château de Cordès                                                               | Orcival                               |                                                              | 45° 42′ 09″ nord, 2° 50′ 22″ est               | « PA00092230 »                                 | Classé                                         | 1933                                           | Château de Cordès                                                              |
| Église Saint-Bonnet d'Orléat                                                    | Orléat                                |                                                              | 45° 51′ 40″ nord, 3° 25′ 19″ est               | « PA00092232 »                                 | Inscrit                                        | 1976                                           | Église Saint-Bonnet d'Orléat                                                   |
| Château de Parentignat                                                          | Parentignat                           |                                                              | 45° 31′ 58″ nord, 3° 17′ 30″ est               | « PA00092234 »                                 | Classé                                         | 1972                                           | Château de Parentignat                                                         |
| Pont suspendu sur l'Allier                                                      | Parentignat                           |                                                              | 45° 32′ 39″ nord, 3° 16′ 33″ est               | « PA00092235 »                                 | Inscrit                                        | 1975                                           | Pont suspendu sur l'Allier                                                     |
| Église Saint-Bonnet de Paslières                                                | Paslières                             |                                                              | 45° 55′ 54″ nord, 3° 29′ 18″ est               | « PA00092527 »                                 | Inscrit                                        | 1990                                           | Église Saint-Bonnet de Paslières                                               |
| Église Sainte-Agathe de Pérignat-sur-Allier                                     | Pérignat-sur-Allier                   |                                                              | 45° 43′ 44″ nord, 3° 13′ 58″ est               | « PA00092236 »                                 | Inscrit                                        | 1968                                           | Image manquante Téléverser                                                     |
| Château de La Pause                                                             | Pessat-Villeneuve                     |                                                              | 45° 55′ 23″ nord, 3° 10′ 15″ est               | « PA00132739 »                                 | Inscrit                                        | 1994                                           | Château de La Pause                                                            |
| Croix du Buisson                                                                | Pessat-Villeneuve                     | Le Buisson                                                   | 45° 55′ 16″ nord, 3° 10′ 19″ est               | « PA00092237 »                                 | Inscrit                                        | 1972                                           | Croix du Buisson                                                               |
| Église Saint-Quintien de Picherande                                             | Picherande                            |                                                              | 45° 27′ 50″ nord, 2° 46′ 10″ est               | « PA00092238 »                                 | Inscrit                                        | 1971                                           | Église Saint-Quintien de Picherande                                            |
| Église Sainte-Magdeleine de Pignols                                             | Pignols                               |                                                              | 45° 38′ 44″ nord, 3° 17′ 00″ est               | « PA00092239 »                                 | Inscrit                                        | 1993                                           | Image manquante Téléverser                                                     |
| Château de Pionsat                                                              | Pionsat                               |                                                              | 46° 06′ 32″ nord, 2° 41′ 45″ est               | « PA00092240 »                                 | Classé Inscrit                                 | 1920 1962                                      | Château de Pionsat                                                             |
| Maison Pradon                                                                   | Pionsat                               | 17 Grand'Rue                                                 | 46° 06′ 32″ nord, 2° 41′ 35″ est               | « PA00092241 »                                 | Inscrit                                        | 1999                                           | Maison Pradon                                                                  |
| Église Saint-Pierre de Plauzat                                                  | Plauzat                               |                                                              | 45° 37′ 20″ nord, 3° 08′ 57″ est               | « PA00092242 »                                 | Classé                                         | 1862                                           | Église Saint-Pierre de Plauzat                                                 |
| Fontaine des Lions                                                              | Plauzat                               |                                                              | 45° 37′ 20″ nord, 3° 08′ 56″ est               | « PA00092243 »                                 | Inscrit                                        | 1986                                           | Fontaine des Lions                                                             |
| Beffroi de Pont-du-Château                                                      | Pont-du-Château                       |                                                              | 45° 47′ 52″ nord, 3° 14′ 52″ est               | « PA00092244 »                                 | Inscrit                                        | 2010                                           | Beffroi de Pont-du-Château                                                     |
| Château de Pont-du-Château                                                      | Pont-du-Château                       |                                                              | 45° 47′ 48″ nord, 3° 14′ 55″ est               | « PA00092245 »                                 | Classé                                         | 1921                                           | Château de Pont-du-Château                                                     |
| Église Sainte-Martine de Pont-du-Château                                        | Pont-du-Château                       |                                                              | 45° 47′ 54″ nord, 3° 15′ 22″ est               | « PA00092246 »                                 | Classé                                         | 1911                                           | Église Sainte-Martine de Pont-du-Château                                       |
| Maison à pans de bois                                                           | Pont-du-Château                       | Place de la Liberté                                          | 45° 47′ 54″ nord, 3° 14′ 54″ est               | « PA00092248 »                                 | Inscrit                                        | 1963                                           | Maison à pans de bois                                                          |
| Maison à pans de bois                                                           | Pont-du-Château                       | Place de la Liberté                                          | 45° 47′ 55″ nord, 3° 14′ 54″ est               | « PA00092247 »                                 | Inscrit                                        | 1963                                           | Maison à pans de bois                                                          |
| Château-Dauphin                                                                 | Pontgibaud                            |                                                              | 45° 50′ 02″ nord, 2° 51′ 17″ est               | « PA00092249 »                                 | Classé                                         | 1995                                           | Château-Dauphin                                                                |
| Enceinte de Pontgibaud                                                          | Pontgibaud                            |                                                              | 45° 50′ 01″ nord, 2° 51′ 10″ est               | « PA00092250 »                                 | Classé                                         | 1886                                           | Enceinte de Pontgibaud                                                         |
| Tour aux Chausses (maison à échauguette)                                        | Pontgibaud                            | Rue de la Gendarmerie à l'angle de la place de la Chabanne   | 45° 49′ 56″ nord, 2° 51′ 02″ est               | « PA00092251 »                                 | Inscrit                                        | 1973                                           | Tour aux Chausses(maison à échauguette)                                        |
| Église Saint-Martin de Prompsat                                                 | Prompsat                              |                                                              | 45° 56′ 57″ nord, 3° 04′ 40″ est               | « PA00092252 »                                 | Classé                                         | 1930                                           | Église Saint-Martin de Prompsat                                                |
| Chapelle Saint-Cosne de Pérol                                                   | Prondines                             | Pérol                                                        | 45° 45′ 53″ nord, 2° 42′ 52″ est               | « PA00092253 »                                 | Inscrit                                        | 1982                                           | Image manquante Téléverser                                                     |
| Abbaye de Montpeyroux                                                           | Puy-Guillaume                         |                                                              | 45° 56′ 29″ nord, 3° 31′ 11″ est               | « PA00092254 »                                 | Inscrit                                        | 2000                                           | Abbaye de Montpeyroux                                                          |
| Château de la Bâtisse                                                           | Puy-Guillaume                         |                                                              | 45° 58′ 19″ nord, 3° 29′ 07″ est               | « PA00092255 »                                 | Inscrit                                        | 2022                                           | Château de la Bâtisse                                                          |
| Château de Randan                                                               | Randan                                |                                                              | 46° 00′ 48″ nord, 3° 21′ 10″ est               | « PA00092256 »                                 | Classé                                         | 2001                                           | Château de Randan                                                              |
| Église Saint-Julien de Jussat                                                   | Randan                                |                                                              | 45° 59′ 59″ nord, 3° 20′ 55″ est               | « PA00092257 »                                 | Inscrit                                        | 1956                                           | Église Saint-Julien de Jussat                                                  |
| Château de Ravel                                                                | Ravel                                 |                                                              | 45° 47′ 02″ nord, 3° 24′ 06″ est               | « PA00092258 »                                 | Classé                                         | 1958                                           | Château de Ravel                                                               |
| Église Notre-Dame-de-l'Assomption de Ravel                                      | Ravel                                 |                                                              | 45° 46′ 44″ nord, 3° 23′ 43″ est               | « PA00092259 »                                 | Classé                                         | 1912                                           | Église Notre-Dame-de-l'Assomption de Ravel                                     |
| Église Notre-Dame de Rentières                                                  | Rentières                             |                                                              | 45° 24′ 57″ nord, 3° 05′ 57″ est               | « PA00092260 »                                 | Inscrit                                        | 1980                                           | Église Notre-Dame de Rentières                                                 |
|                                                                                 | Riom                                  | Voir Liste des monuments historiques de Riom                 | Voir Liste des monuments historiques de Riom   | Voir Liste des monuments historiques de Riom   | Voir Liste des monuments historiques de Riom   | Voir Liste des monuments historiques de Riom   | Voir Liste des monuments historiques de Riom                                   |
| Église Sainte-Agathe de Ris                                                     | Ris                                   |                                                              | 45° 59′ 56″ nord, 3° 30′ 24″ est               | « PA00092327 »                                 | Classé                                         | 1995                                           | Église Sainte-Agathe de Ris                                                    |
| Prieuré de Ris                                                                  | Ris                                   |                                                              | 45° 59′ 55″ nord, 3° 30′ 23″ est               | « PA00092529 »                                 | Inscrit                                        | 1990                                           | Image manquante Téléverser                                                     |
| Église Saint-Jean-Baptiste de Gergovie                                          | La Roche-Blanche                      |                                                              | 45° 42′ 46″ nord, 3° 07′ 35″ est               | « PA63000006 »                                 | Inscrit                                        | 1996                                           | Image manquante Téléverser                                                     |
| Oppidum de Gergovie                                                             | La Roche-Blanche                      |                                                              | 45° 43′ 12″ nord, 3° 07′ 07″ est               | « PA63000114 »                                 | Inscrit Classé                                 | 2013 2018                                      | Oppidum de Gergovie                                                            |
| Petit Camp de César de la bataille de Gergovie                                  | La Roche-Blanche                      |                                                              | 45° 43′ 28″ nord, 3° 06′ 55″ est               | « PA63000123 »                                 | Inscrit                                        | 2015                                           | Image manquante Téléverser                                                     |
| Église Saint-Roch de Roche-Charles                                              | Roche-Charles-la-Mayrand              |                                                              | 45° 27′ 15″ nord, 3° 01′ 00″ est               | « PA00092328 »                                 | Inscrit                                        | 1986                                           | Église Saint-Roch de Roche-Charles                                             |
| Château d'Opme                                                                  | Romagnat                              |                                                              | 45° 42′ 27″ nord, 3° 05′ 23″ est               | « PA00092329 »                                 | Classé Inscrit                                 | 1916 1969 2006                                 | Château d'Opme                                                                 |
| Église Saint-Opme d'Opme                                                        | Romagnat                              |                                                              | 45° 42′ 27″ nord, 3° 05′ 25″ est               | « PA00092330 »                                 | Inscrit                                        | 1959                                           | Église Saint-Opme d'Opme                                                       |
| Croix de Royat                                                                  | Royat                                 |                                                              | 45° 45′ 53″ nord, 3° 02′ 59″ est               | « PA00092331 »                                 | Classé                                         | 1846                                           | Croix de Royat                                                                 |
| Église Saint-Léger de Royat                                                     | Royat                                 |                                                              | 45° 45′ 53″ nord, 3° 03′ 00″ est               | « PA00092332 »                                 | Classé                                         | 1862                                           | Église Saint-Léger de Royat                                                    |
| Monument aux morts de Royat et chapelle du Souvenir                             | Royat                                 |                                                              | 45° 45′ 40″ nord, 3° 02′ 55″ est               | « PA63000128 »                                 | Inscrit                                        | 2019                                           | Monument aux morts de Royat et chapelle du Souvenir                            |
| Taillerie de Royat                                                              | Royat                                 | 1 boulevard de la Taillerie                                  | 45° 45′ 56″ nord, 3° 02′ 47″ est               | « PA63000116 »                                 | Inscrit                                        | 2015                                           | Taillerie de Royat                                                             |
| Thermes antiques de Royat                                                       | Royat                                 |                                                              | 45° 46′ 08″ nord, 3° 03′ 28″ est               | « PA00092333 »                                 | Classé                                         | 1889                                           | Thermes antiques de Royat                                                      |
| Thermes de Royat                                                                | Royat                                 |                                                              | 45° 46′ 04″ nord, 3° 03′ 25″ est               | « PA00092530 »                                 | Inscrit                                        | 1990                                           | Thermes de Royat                                                               |
| Villa Stella                                                                    | Royat                                 | 39 boulevard Barrieu                                         | 45° 45′ 56″ nord, 3° 03′ 23″ est               | « PA63000013 »                                 | Inscrit                                        | 1998                                           | Villa Stella                                                                   |
| Église Saint-Pierre de Saillant                                                 | Saillant                              |                                                              | 45° 27′ 24″ nord, 3° 54′ 51″ est               | « PA00092334 »                                 | Inscrit                                        | 1969                                           | Église Saint-Pierre de Saillant                                                |
| Église Saint-Alyre de Saint-Alyre-ès-Montagne                                   | Saint-Alyre-ès-Montagne               |                                                              | 45° 23′ 24″ nord, 2° 59′ 15″ est               | « PA00092335 »                                 | Classé                                         | 1986                                           | Église Saint-Alyre de Saint-Alyre-ès-Montagne                                  |
| Croix de cimetière                                                              | Saint-Amant-Roche-Savine              | Cimetière                                                    | 45° 34′ 41″ nord, 3° 37′ 54″ est               | « PA00092336 »                                 | Classé                                         | 1909                                           | Image manquante Téléverser                                                     |
| Église Saint-Barthélémy de Saint-Amant-Roche-Savine                             | Saint-Amant-Roche-Savine              |                                                              | 45° 34′ 35″ nord, 3° 37′ 52″ est               | « PA00092337 »                                 | Classé                                         | 1907                                           | Église Saint-Barthélémy de Saint-Amant-Roche-Savine                            |
| Château de la Tour Fondue                                                       | Saint-Amant-Tallende                  |                                                              | 45° 40′ 04″ nord, 3° 06′ 31″ est               | « PA00092338 »                                 | Inscrit                                        | 1999                                           | Château de la Tour Fondue                                                      |
| Couvent des Récollets de Saint-Amant-Tallende                                   | Saint-Amant-Tallende                  |                                                              | 45° 40′ 14″ nord, 3° 06′ 37″ est               | « PA00092339 »                                 | Inscrit                                        | 1974                                           | Image manquante Téléverser                                                     |
| Maison                                                                          | Saint-Amant-Tallende                  | Rue des Boucheries                                           | 45° 40′ 06″ nord, 3° 06′ 24″ est               | « PA00092340 »                                 | Inscrit                                        | 1988                                           | Image manquante Téléverser                                                     |
| Pont sur la Monne                                                               | Saint-Amant-Tallende                  |                                                              | 45° 40′ 01″ nord, 3° 06′ 30″ est               | « PA63000018 »                                 | Inscrit                                        | 1999                                           | Pont sur la Monne                                                              |
| Château de Pagnant                                                              | Saint-André-le-Coq                    |                                                              | 45° 57′ 10″ nord, 3° 19′ 20″ est               | « PA63000056 »                                 | Inscrit                                        | 2002                                           | Château de Pagnant                                                             |
| Église Saint-André de Saint-André-le-Coq                                        | Saint-André-le-Coq                    |                                                              | 45° 57′ 49″ nord, 3° 18′ 36″ est               | « PA63000010 »                                 | Inscrit                                        | 1997                                           | Église Saint-André de Saint-André-le-Coq                                       |
| Château de la Roue                                                              | Saint-Anthème                         |                                                              | 45° 32′ 50″ nord, 3° 54′ 16″ est               | « PA63000007 »                                 | Inscrit                                        | 1996                                           | Château de la Roue                                                             |
| Église Saint-Avit de Saint-Avit                                                 | Saint-Avit                            |                                                              | 45° 52′ 21″ nord, 2° 31′ 25″ est               | « PA63000012 »                                 | Inscrit                                        | 1998                                           | Image manquante Téléverser                                                     |
| Borne armoriée de Gerzat                                                        | Saint-Beauzire (Également sur Gerzat) | actuellement entreposée dans une cave                        | à géolocaliser                                 | « PA00092341 »                                 | Inscrit Radié                                  | 1963 2016                                      | Image manquante Téléverser                                                     |
| Château des Pradeaux                                                            | Saint-Beauzire                        |                                                              | 45° 50′ 53″ nord, 3° 12′ 02″ est               | « PA00092343 »                                 | Inscrit                                        | 1980                                           | Château des Pradeaux                                                           |
| Croix de Targnat                                                                | Saint-Beauzire                        | Targnat C.D. 78, C.V.O. 6                                    | 45° 52′ 18″ nord, 3° 11′ 21″ est               | « PA00092342 »                                 | Classé                                         | 1978                                           | Croix de Targnat                                                               |
| Église Saint-Bonnet de Saint-Bonnet-le-Chastel                                  | Saint-Bonnet-le-Chastel               |                                                              | 45° 27′ 02″ nord, 3° 38′ 04″ est               | « PA00092344 »                                 | Inscrit                                        | 1954                                           | Image manquante Téléverser                                                     |
| Château de Saint-Cirgues                                                        | Saint-Cirgues-sur-Couze               |                                                              | 45° 33′ 04″ nord, 3° 08′ 30″ est               | « PA63000057 »                                 | Inscrit                                        | 2002                                           | Château de Saint-Cirgues                                                       |
| Croix de Saint-Cirgues-sur-Couze                                                | Saint-Cirgues-sur-Couze               |                                                              | 45° 33′ 00″ nord, 3° 08′ 39″ est               | « PA00092346 »                                 | Classé                                         | 1886                                           | Croix de Saint-Cirgues-sur-Couze                                               |
| Croix de chemin de Barnazat                                                     | Saint-Denis-Combarnazat               | Place de Barnazat                                            | 45° 58′ 58″ nord, 3° 20′ 55″ est               | « PA00092347 »                                 | Classé                                         | 1960                                           | Croix de chemin de Barnazat                                                    |
| Église Notre-Dame de Saint-Denis-Combarnazat                                    | Saint-Denis-Combarnazat               | Barnazat                                                     | 45° 58′ 58″ nord, 3° 20′ 56″ est               | « PA00092348 »                                 | Inscrit                                        | 1962                                           | Église Notre-Dame de Saint-Denis-Combarnazat                                   |
| Église Saint-Domnin de Saint-Denis-Combarnazat                                  | Saint-Denis-Combarnazat               |                                                              | 45° 57′ 53″ nord, 3° 20′ 03″ est               | « PA63000069 »                                 | Inscrit                                        | 2004                                           | Église Saint-Domnin de Saint-Denis-Combarnazat                                 |
| Maison de Villemonteix                                                          | Saint-Denis-Combarnazat               | Chemin de Villemonteix                                       | 45° 58′ 06″ nord, 3° 20′ 09″ est               | « PA63000016 »                                 | Inscrit                                        | 1998                                           | Image manquante Téléverser                                                     |
| Château des Martinanches                                                        | Saint-Dier-d'Auvergne                 |                                                              | 45° 38′ 27″ nord, 3° 29′ 59″ est               | « PA00092349 »                                 | Classé Inscrit                                 | 1968 1991                                      | Image manquante Téléverser                                                     |
| Église Saint-Didier de Saint-Dier-d'Auvergne                                    | Saint-Dier-d'Auvergne                 |                                                              | 45° 40′ 32″ nord, 3° 29′ 00″ est               | « PA00092350 »                                 | Classé                                         | 1908                                           | Église Saint-Didier de Saint-Dier-d'Auvergne                                   |
| Hôtel de Costilhes                                                              | Saint-Dier-d'Auvergne                 |                                                              | 45° 40′ 30″ nord, 3° 28′ 58″ est               | « PA00092535 »                                 | Inscrit                                        | 1991                                           | Hôtel de Costilhes                                                             |
| Château de Cotteuges                                                            | Saint-Diéry                           |                                                              | 45° 32′ 21″ nord, 3° 00′ 20″ est               | « PA63000076 »                                 | Inscrit                                        | 2005                                           | Image manquante Téléverser                                                     |
| Château de Saint-Diéry                                                          | Saint-Diéry                           |                                                              | 45° 33′ 00″ nord, 3° 01′ 20″ est               | « PA00092351 »                                 | Classé Inscrit                                 | 1903 1998                                      | Château de Saint-Diéry                                                         |
| Église Saint-Donat                                                              | Saint-Donat                           |                                                              | 45° 28′ 09″ nord, 2° 43′ 06″ est               | « PA00092352 »                                 | Inscrit                                        | 1947                                           | Église Saint-Donat                                                             |
| Menhirs de Barbouly                                                             | Sainte-Christine                      |                                                              | 46° 05′ 06″ nord, 2° 49′ 49″ est               | « PA00092345 »                                 | Classé                                         | 1982                                           | Menhirs de Barbouly                                                            |
| Église Saint-Éloy de Saint-Éloy-la-Glacière                                     | Saint-Éloy-la-Glacière                |                                                              | 45° 33′ 40″ nord, 3° 34′ 26″ est               | « PA00132738 »                                 | Inscrit                                        | 1994                                           | Image manquante Téléverser                                                     |
| Dolmen de Pierre-Fade                                                           | Saint-Étienne-des-Champs              | Laschamps                                                    | 45° 47′ 48″ nord, 2° 35′ 43″ est               | « PA00092531 »                                 | Classé                                         | 1989                                           | Dolmen de Pierre-Fade                                                          |
| Château de Saint-Floret                                                         | Saint-Floret                          |                                                              | 45° 33′ 06″ nord, 3° 06′ 20″ est               | « PA00092353 »                                 | Classé                                         | 1909                                           | Château de Saint-Floret                                                        |
| Église haute de Saint-Floret                                                    | Saint-Floret                          |                                                              | 45° 32′ 58″ nord, 3° 06′ 27″ est               | « PA00092354 »                                 | Classé                                         | 1915                                           | Église haute de Saint-Floret                                                   |
| Château de Fontanay                                                             | Saint-Georges-sur-Allier              |                                                              | 45° 42′ 56″ nord, 3° 15′ 53″ est               | « PA63000089 »                                 | Inscrit                                        | 2007                                           | Image manquante Téléverser                                                     |
| Église Saint-Georges de Saint-Georges-sur-Allier                                | Saint-Georges-sur-Allier              |                                                              | 45° 42′ 35″ nord, 3° 14′ 35″ est               | « PA00092355 »                                 | Classé Inscrit                                 | 1886 1926                                      | Église Saint-Georges de Saint-Georges-sur-Allier                               |
| Église Saint-Germain de Saint-Germain-l'Herm                                    | Saint-Germain-l'Herm                  |                                                              | 45° 27′ 30″ nord, 3° 32′ 32″ est               | « PA00092356 »                                 | Inscrit                                        | 1955                                           | Image manquante Téléverser                                                     |
| Dolmen de Farges                                                                | Saint-Germain-près-Herment            | Montmaury                                                    | 45° 43′ 56″ nord, 2° 32′ 40″ est               | « PA00092357 »                                 | Classé                                         | 1889                                           | Image manquante Téléverser                                                     |
| Église Saint-Gervais-et-Saint-Protais de Saint-Gervais-d'Auvergne               | Saint-Gervais-d'Auvergne              |                                                              | 46° 01′ 45″ nord, 2° 49′ 17″ est               | « PA00092358 »                                 | Inscrit                                        | 1926                                           | Église Saint-Gervais-et-Saint-Protais de Saint-Gervais-d'Auvergne              |
| Église Saint-Gervais-et-Saint-Protais de Saint-Gervais-sous-Meymont             | Saint-Gervais-sous-Meymont            |                                                              | 45° 41′ 24″ nord, 3° 36′ 27″ est               | « PA00092359 »                                 | Inscrit                                        | 1986                                           | Église Saint-Gervais-et-Saint-Protais de Saint-Gervais-sous-Meymont            |
| Château de Saint-Gervazy                                                        | Saint-Gervazy                         |                                                              | 45° 24′ 49″ nord, 3° 13′ 02″ est               | « PA63000104 »                                 | Inscrit                                        | 2011                                           | Château de Saint-Gervazy                                                       |
| Église Saint-Gervazy de Saint-Gervazy                                           | Saint-Gervazy                         |                                                              | 45° 24′ 56″ nord, 3° 12′ 56″ est               | « PA00092361 »                                 | Inscrit                                        | 1980                                           | Image manquante Téléverser                                                     |
| Usteau du Loup                                                                  | Saint-Gervazy                         | Unsac                                                        | 45° 24′ 36″ nord, 3° 12′ 26″ est               | « PA00092360 »                                 | Classé                                         | 1896                                           | Usteau du Loup                                                                 |
| Église Sainte-Claire de Saint-Hérent                                            | Saint-Hérent                          |                                                              | 45° 27′ 28″ nord, 3° 09′ 12″ est               | « PA00092362 »                                 | Inscrit                                        | 1987                                           | Église Sainte-Claire de Saint-Hérent                                           |
| Église Saint-Hilaire de Saint-Hilaire-la-Croix                                  | Saint-Hilaire-la-Croix                |                                                              | 46° 02′ 51″ nord, 3° 02′ 31″ est               | « PA00092363 »                                 | Classé                                         | 1862 1889                                      | Église Saint-Hilaire de Saint-Hilaire-la-Croix                                 |
| Église Saint-Jean de Saint-Jean-des-Ollières                                    | Saint-Jean-des-Ollières               |                                                              | 45° 38′ 43″ nord, 3° 26′ 07″ est               | « PA00092364 »                                 | Inscrit                                        | 2011 (et 1963 )                                | Image manquante Téléverser                                                     |
| Tour de Croizat                                                                 | Saint-Jean-des-Ollières               |                                                              | 45° 39′ 44″ nord, 3° 25′ 21″ est               | « PA00092365 »                                 | Inscrit                                        | 1926                                           | Image manquante Téléverser                                                     |
| Église Saint-Jean-Baptiste de Saint-Jean-Saint-Gervais                          | Saint-Jean-Saint-Gervais              |                                                              | 45° 24′ 52″ nord, 3° 22′ 28″ est               | « PA00092367 »                                 | Inscrit                                        | 1978                                           | Église Saint-Jean-Baptiste de Saint-Jean-Saint-Gervais                         |
| Croix de mission de Saint-Jean-en-Val                                           | Saint-Jean-en-Val                     |                                                              | 45° 31′ 20″ nord, 3° 21′ 24″ est               | « PA00092366 »                                 | Inscrit                                        | 1988                                           | Croix de mission de Saint-Jean-en-Val                                          |
| Château de Coppel                                                               | Saint-Julien-de-Coppel                |                                                              | 45° 40′ 59″ nord, 3° 19′ 52″ est               | « PA00092368 »                                 | Inscrit                                        | 1926                                           | Château de Coppel                                                              |
| Église Saint-Julien de Saint-Julien-de-Coppel                                   | Saint-Julien-de-Coppel                |                                                              | 45° 41′ 41″ nord, 3° 18′ 35″ est               | « PA00132799 »                                 | Inscrit                                        | 1994                                           | Image manquante Téléverser                                                     |
| Pigeonnier de Saint-Laure                                                       | Saint-Laure                           |                                                              | 45° 54′ 14″ nord, 3° 17′ 45″ est               | « PA00092369 »                                 | Inscrit                                        | 1988                                           | Image manquante Téléverser                                                     |
| Croix de Saint-Martin-des-Olmes                                                 | Saint-Martin-des-Olmes                | Lagat                                                        | 45° 32′ 29″ nord, 3° 47′ 51″ est               | « PA00092370 »                                 | Inscrit                                        | 1972                                           | Image manquante Téléverser                                                     |
| Moulin de Lagat                                                                 | Saint-Martin-des-Olmes                | Lagat                                                        | 45° 32′ 22″ nord, 3° 47′ 52″ est               | « PA00092371 »                                 | Inscrit                                        | 1984                                           | Image manquante Téléverser                                                     |
| Église Saint-Martin de Saint-Martin-des-Plains                                  | Saint-Martin-des-Plains               |                                                              | 45° 29′ 28″ nord, 3° 19′ 08″ est               | « PA63000088 »                                 | Inscrit                                        | 2007                                           | Église Saint-Martin de Saint-Martin-des-Plains                                 |
| Église Saint-Maurice de Saint-Maurice-près-Pionsat                              | Saint-Maurice-près-Pionsat            |                                                              | 46° 03′ 57″ nord, 2° 35′ 53″ est               | « PA00092532 »                                 | Inscrit                                        | 1990                                           | Image manquante Téléverser                                                     |
| Église Saint-Médulphe de Saint-Myon                                             | Saint-Myon                            |                                                              | 45° 59′ 40″ nord, 3° 07′ 55″ est               | « PA00092372 »                                 | Classé                                         | 1911                                           | Église Saint-Médulphe de Saint-Myon                                            |
| Prieuré de Saint-Myon                                                           | Saint-Myon                            |                                                              | 45° 59′ 42″ nord, 3° 07′ 52″ est               | « PA63000063 »                                 | Inscrit                                        | 2003                                           | Prieuré de Saint-Myon                                                          |
| Croix du Marchidial                                                             | Saint-Nectaire                        | Place du Marchidial                                          | 45° 35′ 28″ nord, 2° 59′ 39″ est               | « PA00092373 »                                 | Classé                                         | 1889                                           | Croix du Marchidial                                                            |
| Dolmen du Parc                                                                  | Saint-Nectaire                        | Les Fauves                                                   | 45° 34′ 53″ nord, 2° 59′ 40″ est               | « PA00092374 »                                 | Classé                                         | 1862                                           | Dolmen du Parc                                                                 |
| Dolmen de Saillant                                                              | Saint-Nectaire                        | Barbavoux Pradenas                                           | 45° 34′ 11″ nord, 3° 01′ 12″ est               | « PA00092375 »                                 | Classé                                         | 1862                                           | Dolmen de Saillant                                                             |
| Église de Saint-Nectaire                                                        | Saint-Nectaire                        |                                                              | 45° 35′ 18″ nord, 2° 59′ 33″ est               | « PA00092376 »                                 | Classé                                         | 1840                                           | Église de Saint-Nectaire                                                       |
| Thermes du Mont Cornadore                                                       | Saint-Nectaire                        |                                                              | 45° 35′ 21″ nord, 2° 59′ 29″ est               | « PA63000103 »                                 | Inscrit                                        | 2011                                           | Thermes du Mont Cornadore                                                      |
| Dolmen de la Pineyre                                                            | Saint-Nectaire                        | Binet                                                        | 45° 35′ 51″ nord, 2° 58′ 58″ est               | « PA00092377 »                                 | Classé                                         | 1923                                           | Dolmen de la Pineyre                                                           |
| Villa Russe                                                                     | Saint-Nectaire                        |                                                              | 45° 34′ 49″ nord, 2° 59′ 39″ est               | « PA63000073 »                                 | Inscrit                                        | 2004                                           | Villa Russe                                                                    |
| Château de Bonnebaud                                                            | Saint-Pierre-le-Chastel               |                                                              | 45° 47′ 35″ nord, 2° 50′ 25″ est               | « PA00092381 »                                 | Inscrit                                        | 2003                                           | Château de Bonnebaud                                                           |
| Deux croix de chemin de Saint-Pierre-Colamine                                   | Saint-Pierre-Colamine                 | C.C. de Lomprat                                              | 45° 31′ 51″ nord, 2° 58′ 42″ est               | « PA00092378 »                                 | Classé                                         | 1986                                           | Deux croix de chemin de Saint-Pierre-Colamine                                  |
| Dolmen du Lac                                                                   | Saint-Pierre-Colamine                 | Le Lac                                                       | 45° 32′ 24″ nord, 2° 59′ 58″ est               | « PA00092379 »                                 | Classé                                         | 1927                                           | Image manquante Téléverser                                                     |
| Grottes de Jonas                                                                | Saint-Pierre-Colamine                 |                                                              | 45° 32′ 31″ nord, 2° 59′ 36″ est               | « PA00092380 »                                 | Classé                                         | 1886                                           | Grottes de Jonas                                                               |
| Château de Maulmont                                                             | Saint-Priest-Bramefant                | Maulmont                                                     | 46° 01′ 09″ nord, 3° 26′ 37″ est               | « PA00092382 »                                 | Inscrit                                        | 2002                                           | Château de Maulmont                                                            |
| Église Saint-Quentin de Saint-Quentin-sur-Sauxillanges                          | Saint-Quentin-sur-Sauxillanges        |                                                              | 45° 33′ 00″ nord, 3° 23′ 38″ est               | « PA00092383 »                                 | Inscrit                                        | 1963                                           | Image manquante Téléverser                                                     |
| Château de Saint-Quintin                                                        | Saint-Quintin-sur-Sioule              |                                                              | 46° 06′ 08″ nord, 3° 04′ 01″ est               | « PA00092384 »                                 | Inscrit Classé                                 | 1973                                           | Image manquante Téléverser                                                     |
| Château-Rocher                                                                  | Saint-Rémy-de-Blot                    | Blot-le-Rocher                                               | 46° 05′ 21″ nord, 2° 55′ 42″ est               | « PA00092385 »                                 | Classé                                         | 1913                                           | Château-Rocher                                                                 |
| Église Saint-Rémy de Saint-Rémy-de-Chargnat                                     | Saint-Rémy-de-Chargnat                |                                                              | 45° 30′ 56″ nord, 3° 19′ 29″ est               | « PA00092491 »                                 | Inscrit                                        | 1989                                           | Église Saint-Rémy de Saint-Rémy-de-Chargnat                                    |
| Église Saint-Romain de Saint-Romain                                             | Saint-Romain                          |                                                              | 45° 29′ 20″ nord, 3° 53′ 43″ est               | « PA00132742 »                                 | Inscrit                                        | 1994                                           | Église Saint-Romain de Saint-Romain                                            |
| Château de Travers                                                              | Saint-Sandoux                         |                                                              | 45° 38′ 47″ nord, 3° 06′ 21″ est               | « PA00092386 »                                 | Inscrit                                        | 2004                                           | Image manquante Téléverser                                                     |
| Chapelle Sainte-Magdeleine de Saint-Saturnin                                    | Saint-Saturnin                        | Place de l'Église                                            | 45° 39′ 37″ nord, 3° 05′ 37″ est               | « PA00092387 »                                 | Classé                                         | 1929                                           | Chapelle Sainte-Magdeleine de Saint-Saturnin                                   |
| Château de Saint-Saturnin                                                       | Saint-Saturnin                        |                                                              | 45° 39′ 32″ nord, 3° 05′ 34″ est               | « PA00092388 »                                 | Classé Inscrit                                 | 1889 1992                                      | Château de Saint-Saturnin                                                      |
| Colombiers de Saint-Saturnin                                                    | Saint-Saturnin                        | Les Quatre Chemins Le Breuil Issac Las Rasas Lassalas Lachat | à géolocaliser                                 | « PA00092389 »                                 | Inscrit                                        | 1978                                           | Image manquante Téléverser                                                     |
| Croix de chemin de Saint-Saturnin                                               | Saint-Saturnin                        | Route de Randol                                              | 45° 39′ 14″ nord, 3° 05′ 03″ est               | « PA00092390 »                                 | Classé                                         | 1910                                           | Image manquante Téléverser                                                     |
| Église Notre-Dame de Saint-Saturnin                                             | Saint-Saturnin                        | Place de l'Église                                            | 45° 39′ 37″ nord, 3° 05′ 37″ est               | « PA00092391 »                                 | Classé                                         | 1862                                           | Église Notre-Dame de Saint-Saturnin                                            |
| Fontaine de Saint-Saturnin                                                      | Saint-Saturnin                        |                                                              | 45° 39′ 34″ nord, 3° 05′ 35″ est               | « PA00092392 »                                 | Classé                                         | 1889                                           | Fontaine de Saint-Saturnin                                                     |
| Logis                                                                           | Saint-Saturnin                        | 21 rue Noble                                                 | 45° 39′ 44″ nord, 3° 05′ 44″ est               | « PA00092393 »                                 | Inscrit                                        | 1972                                           | Logis                                                                          |
| Maison                                                                          | Saint-Saturnin                        | Rue des Boucheries                                           | 45° 39′ 35″ nord, 3° 05′ 34″ est               | « PA00092394 »                                 | Inscrit                                        | 1988                                           | Maison                                                                         |
| Porte des Boucheries                                                            | Saint-Saturnin                        | Rue des Boucheries                                           | 45° 39′ 35″ nord, 3° 05′ 33″ est               | « PA00092395 »                                 | Inscrit                                        | 1988                                           | Porte des Boucheries                                                           |
| Portique renaissance de Saint-Sauves-d'Auvergne                                 | Saint-Sauves-d'Auvergne               | Bourg                                                        | 45° 36′ 24″ nord, 2° 41′ 16″ est               | « PA00092396 »                                 | Inscrit                                        | 1962                                           | Portique renaissance de Saint-Sauves-d'Auvergne                                |
| Monument aux morts de Saint-Sauves-d'Auvergne                                   | Saint-Sauves-d'Auvergne               | Bourg                                                        | 45° 36′ 24″ nord, 2° 41′ 17″ est               | « PA63000129 »                                 | Inscrit                                        | 2019                                           | Monument aux morts de Saint-Sauves-d'Auvergne                                  |
| Église Saint-Sauveur de Saint-Sauveur-la-Sagne                                  | Saint-Sauveur-la-Sagne                |                                                              | 45° 23′ 44″ nord, 3° 39′ 57″ est               | « PA00092397 »                                 | Inscrit                                        | 1926                                           | Image manquante Téléverser                                                     |
| Borne armoriée de Messeix                                                       | Saint-Sulpice (Également sur Messeix  |                                                              | à géolocaliser                                 | « PA00092398 »                                 | Classé                                         | 1972                                           | Image manquante Téléverser                                                     |
| Château de la Poivrière                                                         | Saint-Sylvestre-Pragoulin             |                                                              | 46° 03′ 17″ nord, 3° 26′ 20″ est               | « PA00092399 »                                 | Inscrit                                        | 1978                                           | Château de la Poivrière                                                        |
| Croix de chemin de Montvianeix                                                  | Saint-Victor-Montvianeix              | Saint-Victor                                                 | 45° 56′ 25″ nord, 3° 36′ 12″ est               | « PA00092401 »                                 | Classé                                         | 1911                                           | Image manquante Téléverser                                                     |
| Église Saint-Victor de Saint-Victor-la-Rivière                                  | Saint-Victor-la-Rivière               |                                                              | 45° 33′ 05″ nord, 2° 56′ 23″ est               | « PA00092400 »                                 | Inscrit                                        | 1962                                           | Église Saint-Victor de Saint-Victor-la-Rivière                                 |
| Château de la Chaux-Montgros                                                    | Sallèdes                              |                                                              | 45° 39′ 46″ nord, 3° 19′ 10″ est               | « PA00092402 »                                 | Classé                                         | 2000                                           | Château de la Chaux-Montgros                                                   |
| Viaduc des Fades                                                                | Sauret-Besserve                       |                                                              | 45° 58′ 20″ nord, 2° 48′ 10″ est               | « PA00092403 »                                 | Inscrit                                        | 1984                                           | Viaduc des Fades                                                               |
| Chapelle de Brionnet                                                            | Saurier                               |                                                              | 45° 31′ 43″ nord, 3° 03′ 32″ est               | « PA00092404 »                                 | Inscrit                                        | 1939                                           | Chapelle de Brionnet                                                           |
| Château de Saurier                                                              | Saurier                               |                                                              | 45° 32′ 19″ nord, 3° 02′ 42″ est               | « PA00092492 »                                 | Inscrit                                        | 1989                                           | Château de Saurier                                                             |
| Église Sainte-Radegonde de Saurier                                              | Saurier                               |                                                              | 45° 32′ 19″ nord, 3° 02′ 36″ est               | « PA00092405 »                                 | Inscrit                                        | 1960                                           | Église Sainte-Radegonde de Saurier                                             |
| Maison du louvetier                                                             | Saurier                               |                                                              | 45° 32′ 17″ nord, 3° 02′ 39″ est               | « PA00092493 »                                 | Inscrit                                        | 1989                                           | Maison du louvetier                                                            |
| Pont médiéval de Saurier                                                        | Saurier                               |                                                              | 45° 32′ 23″ nord, 3° 02′ 41″ est               | « PA00092406 »                                 | Classé                                         | 1907                                           | Pont médiéval de Saurier                                                       |
| Porte de Saurier                                                                | Saurier                               |                                                              | 45° 32′ 16″ nord, 3° 02′ 41″ est               | « PA00092407 »                                 | Inscrit                                        | 1926                                           | Porte de Saurier                                                               |
| Porte de Sauvagnat-Sainte-Marthe                                                | Sauvagnat-Sainte-Marthe               |                                                              | à géolocaliser                                 | « PA00092408 »                                 | Inscrit                                        | 1939                                           | Image manquante Téléverser                                                     |
| Donjon de la Sauvetat                                                           | La Sauvetat                           | Les Forts                                                    | 45° 38′ 08″ nord, 3° 10′ 13″ est               | « PA00092410 »                                 | Classé                                         | 1958                                           | Donjon de la Sauvetat                                                          |
| Fortifications de La Sauvetat                                                   | La Sauvetat                           | Rue des Remparts                                             | 45° 38′ 10″ nord, 3° 10′ 15″ est               | « PA00092409 »                                 | Inscrit                                        | 1926                                           | Fortifications de La Sauvetat                                                  |
| Château de Sauviat                                                              | Sauviat                               |                                                              | 45° 42′ 54″ nord, 3° 32′ 01″ est               | « PA00092411 »                                 | Inscrit                                        | 1926                                           | Image manquante Téléverser                                                     |
| Croix de Sauviat                                                                | Sauviat                               |                                                              | 45° 42′ 54″ nord, 3° 32′ 10″ est               | « PA00092413 »                                 | Inscrit                                        | 1926                                           | Image manquante Téléverser                                                     |
| Église Saint-Loup de Sauviat                                                    | Sauviat                               |                                                              | 45° 42′ 55″ nord, 3° 32′ 00″ est               | « PA00092414 »                                 | Classé                                         | 1905                                           | Église Saint-Loup de Sauviat                                                   |
| Fût de croix de Sauviat                                                         | Sauviat                               | Place de l'Église                                            | 45° 42′ 54″ nord, 3° 31′ 59″ est               | « PA00092495 »                                 | Classé                                         | 1905                                           | Image manquante Téléverser                                                     |
| Tête de croix                                                                   | Sauviat                               |                                                              | 45° 42′ 54″ nord, 3° 32′ 11″ est               | « PA00092412 »                                 | Classé                                         | 1905                                           | Image manquante Téléverser                                                     |
| Chapelle Notre-Dame du Bois                                                     | Sauxillanges                          |                                                              | 45° 33′ 04″ nord, 3° 22′ 24″ est               | « PA00092415 »                                 | Inscrit                                        | 1971                                           | Chapelle Notre-Dame du Bois                                                    |
| Église Saint-Jean-Baptiste de Sauxillanges                                      | Sauxillanges                          | Place de la Liberté                                          | 45° 33′ 04″ nord, 3° 22′ 26″ est               | « PA00092416 »                                 | Inscrit                                        | 1984                                           | Église Saint-Jean-Baptiste de Sauxillanges                                     |
| Immeuble                                                                        | Sauxillanges                          | Place du Marchidial Rue de la Halle                          | 45° 33′ 08″ nord, 3° 22′ 25″ est               | « PA00092417 »                                 | Inscrit                                        | 1984                                           | Image manquante Téléverser                                                     |
| Maison                                                                          | Sauxillanges                          | Rue de la Halle                                              | 45° 33′ 08″ nord, 3° 22′ 25″ est               | « PA00092419 »                                 | Inscrit                                        | 1973                                           | Image manquante Téléverser                                                     |
| Maison                                                                          | Sauxillanges                          | Place du Marchidial                                          | 45° 33′ 08″ nord, 3° 22′ 24″ est               | « PA00092418 »                                 | Inscrit                                        | 1973                                           | Image manquante Téléverser                                                     |
| Monastère de Sauxillanges                                                       | Sauxillanges                          |                                                              | 45° 33′ 03″ nord, 3° 22′ 23″ est               | « PA00092420 »                                 | Inscrit                                        | 1969                                           | Monastère de Sauxillanges                                                      |
| Château d'Aulteribe                                                             | Sermentizon                           |                                                              | 45° 46′ 30″ nord, 3° 29′ 56″ est               | « PA00092422 »                                 | Classé                                         | 1949                                           | Château d'Aulteribe                                                            |
| Croix de chemin de Sermentizon                                                  | Sermentizon                           |                                                              | 45° 45′ 43″ nord, 3° 30′ 00″ est               | « PA00092421 »                                 | Classé                                         | 1911                                           | Croix de chemin de Sermentizon                                                 |
| Église Notre-Dame de Tauves                                                     | Tauves                                |                                                              | 45° 33′ 33″ nord, 2° 37′ 19″ est               | « PA00092423 »                                 | Classé                                         | 1908                                           | Église Notre-Dame de Tauves                                                    |
| Pierre des Quatre Curés                                                         | Tauves                                | Les Croutes                                                  | 45° 35′ 18″ nord, 2° 39′ 21″ est               | « PA00092424 »                                 | Classé                                         | 1976                                           | Image manquante Téléverser                                                     |
| Église Sainte-Marguerite de Ternant-les-Eaux                                    | Ternant-les-Eaux                      |                                                              | 45° 28′ 45″ nord, 3° 07′ 50″ est               | « PA00092425 »                                 | Inscrit                                        | 1985                                           | Église Sainte-Marguerite de Ternant-les-Eaux                                   |
|                                                                                 | Thiers                                | Voir Liste des monuments historiques de Thiers               | Voir Liste des monuments historiques de Thiers | Voir Liste des monuments historiques de Thiers | Voir Liste des monuments historiques de Thiers | Voir Liste des monuments historiques de Thiers | Voir Liste des monuments historiques de Thiers                                 |
| Église Saint-Limin de Thuret                                                    | Thuret                                |                                                              | 45° 58′ 13″ nord, 3° 15′ 27″ est               | « PA00092447 »                                 | Classé                                         | 1850                                           | Église Saint-Limin de Thuret                                                   |
| Église Saint-Pardoux de La Tour-d'Auvergne                                      | La Tour-d'Auvergne                    | Saint-Pardoux                                                | 45° 32′ 18″ nord, 2° 40′ 46″ est               | « PA00092448 »                                 | Classé                                         | 1918                                           | Église Saint-Pardoux de La Tour-d'Auvergne                                     |
| Château du Bourgnon                                                             | Tours-sur-Meymont                     |                                                              | 45° 40′ 59″ nord, 3° 34′ 47″ est               | « PA00092547 »                                 | Inscrit Classé                                 | 1991 1996                                      | Image manquante Téléverser                                                     |
| Église Saint-Georges de Tours-sur-Meymont                                       | Tours-sur-Meymont                     |                                                              | 45° 40′ 24″ nord, 3° 34′ 30″ est               | « PA00092536 »                                 | Inscrit                                        | 1991                                           | Image manquante Téléverser                                                     |
| Pont du Diable                                                                  | Tours-sur-Meymont                     |                                                              | 45° 41′ 37″ nord, 3° 35′ 20″ est               | « PA00092449 »                                 | Inscrit                                        | 1971                                           | Pont du Diable                                                                 |
| Croix de chemin de Tourzel-Ronzières                                            | Tourzel-Ronzières                     |                                                              | 45° 31′ 39″ nord, 3° 07′ 53″ est               | « PA00092450 »                                 | Inscrit                                        | 1979                                           | Croix de chemin de Tourzel-Ronzières                                           |
| Église Notre-Dame de Ronzières                                                  | Tourzel-Ronzières                     | Ronzières                                                    | 45° 31′ 05″ nord, 3° 07′ 57″ est               | « PA00092451 »                                 | Inscrit                                        | 1962                                           | Église Notre-Dame de Ronzières                                                 |
| Église Saint-Saturnin de Trézioux                                               | Trézioux                              |                                                              | 45° 43′ 22″ nord, 3° 28′ 18″ est               | « PA63000074 »                                 | Inscrit                                        | 2004                                           | Église Saint-Saturnin de Trézioux                                              |
| Église Saint-Maurice d'Usson                                                    | Usson                                 |                                                              | 45° 31′ 43″ nord, 3° 20′ 17″ est               | « PA00092452 »                                 | Inscrit                                        | 1962                                           | Église Saint-Maurice d'Usson                                                   |
| Croix de cimetière de Valbeleix                                                 | Valbeleix                             |                                                              | 45° 28′ 04″ nord, 2° 59′ 16″ est               | « PA00092453 »                                 | Classé                                         | 1904                                           | Croix de cimetière de Valbeleix                                                |
| Église Saint-Martin de Varennes-sur-Morge                                       | Varennes-sur-Morge                    |                                                              | 45° 56′ 33″ nord, 3° 11′ 11″ est               | « PA63000064 »                                 | Inscrit                                        | 2003                                           | Image manquante Téléverser                                                     |
| Château de la Fouilhouze                                                        | Varennes-sur-Usson                    |                                                              | 45° 32′ 20″ nord, 3° 20′ 08″ est               | « PA63000065 »                                 | Inscrit                                        | 2009                                           | Château de la Fouilhouze                                                       |
| Château de Vassel                                                               | Vassel                                |                                                              | 45° 45′ 53″ nord, 3° 18′ 29″ est               | « PA00092454 »                                 | Classé Inscrit                                 | 1917 2016                                      | Château de Vassel                                                              |
| Borne de justice de Vensat                                                      | Vensat                                |                                                              | à géolocaliser                                 | « PA00092455 »                                 | Inscrit                                        | 1983                                           | Image manquante Téléverser                                                     |
| Chapelle Notre-Dame d'Andelot                                                   | Vensat                                |                                                              | 46° 03′ 52″ nord, 3° 09′ 23″ est               | « PA00092457 »                                 | Classé                                         | 1925                                           | Chapelle Notre-Dame d'Andelot                                                  |
| Château de Villemont                                                            | Vensat                                |                                                              | 46° 03′ 16″ nord, 3° 11′ 50″ est               | « PA00092456 »                                 | Classé                                         | 2012                                           | Château de Villemont                                                           |
| Église Notre-Dame de Vergheas                                                   | Vergheas                              |                                                              | 46° 01′ 47″ nord, 2° 36′ 54″ est               | « PA00092458 »                                 | Inscrit                                        | 1962                                           | Église Notre-Dame de Vergheas                                                  |
| Église Notre-Dame de Vertaizon                                                  | Vertaizon                             |                                                              | 45° 46′ 25″ nord, 3° 17′ 13″ est               | « PA00092459 »                                 | Classé                                         | 1982                                           | Église Notre-Dame de Vertaizon                                                 |
| Oppidum du Puy du Mur                                                           | Vertaizon                             |                                                              | 45° 45′ 55″ nord, 3° 15′ 00″ est               | « PA63000060 »                                 | Inscrit                                        | 2002                                           | Image manquante Téléverser                                                     |
| Église Saint-Julien de Vertolaye                                                | Vertolaye                             |                                                              | 45° 39′ 02″ nord, 3° 42′ 34″ est               | « PA00092533 »                                 | Inscrit                                        | 1990                                           | Image manquante Téléverser                                                     |
| Église Saint-Jean-Baptiste de Vic-le-Comte                                      | Vic-le-Comte                          |                                                              | 45° 38′ 34″ nord, 3° 14′ 47″ est               | « PA00092461 »                                 | Classé                                         | 1962                                           | Église Saint-Jean-Baptiste de Vic-le-Comte                                     |
| Fontaine de Vic-le-Comte                                                        | Vic-le-Comte                          | Place du Vieux-Marché                                        | 45° 38′ 37″ nord, 3° 14′ 46″ est               | « PA00092462 »                                 | Inscrit                                        | 1956                                           | Fontaine de Vic-le-Comte                                                       |
| Maison                                                                          | Vic-le-Comte                          | Rue du 8-Mai                                                 | 45° 38′ 37″ nord, 3° 14′ 47″ est               | « PA00092464 »                                 | Inscrit                                        | 1973                                           | Maison                                                                         |
| Maison à pans de bois                                                           | Vic-le-Comte                          | Rue du Palais                                                | 45° 38′ 38″ nord, 3° 14′ 45″ est               | « PA00092463 »                                 | Inscrit                                        | 1963                                           | Maison à pans de bois                                                          |
| Palais des comtes d'Auvergne                                                    | Vic-le-Comte                          |                                                              | 45° 38′ 36″ nord, 3° 14′ 46″ est               | « PA00092465 »                                 | Inscrit                                        | 1963                                           | Palais des comtes d'Auvergne                                                   |
| Sainte-Chapelle de Vic-le-Comte                                                 | Vic-le-Comte                          |                                                              | 45° 38′ 34″ nord, 3° 14′ 47″ est               | « PA00092460 »                                 | Classé Inscrit                                 | 1840 2006                                      | Sainte-Chapelle de Vic-le-Comte                                                |
| Château de Villeneuve-Lembron                                                   | Villeneuve                            |                                                              | 45° 28′ 41″ nord, 3° 11′ 10″ est               | « PA00092466 »                                 | Classé                                         | 1926                                           | Château de Villeneuve-Lembron                                                  |
| Église Saint-Claude de Villeneuve                                               | Villeneuve                            | Place-de-la Mairie                                           | 45° 28′ 39″ nord, 3° 11′ 08″ est               | « PA63000142 »                                 | Inscrit                                        | 2024                                           | Image manquante Téléverser                                                     |
| Hôtel d'Aureilhe                                                                | Villeneuve                            |                                                              | 45° 28′ 38″ nord, 3° 11′ 11″ est               | « PA00092546 »                                 | Inscrit                                        | 1991                                           | Hôtel d'Aureilhe                                                               |
| Colombier de Barlaude                                                           | Villeneuve-les-Cerfs                  |                                                              | 46° 00′ 38″ nord, 3° 20′ 07″ est               | « PA00092467 »                                 | Inscrit                                        | 1984                                           | Image manquante Téléverser                                                     |
| Croix de Saint-Amable                                                           | Villossanges                          | Chauvence                                                    | 45° 55′ 04″ nord, 2° 39′ 01″ est               | « PA00092468 »                                 | Inscrit                                        | 1926                                           | Image manquante Téléverser                                                     |
| Abbaye Notre-Dame de Bellaigue                                                  | Virlet                                |                                                              | 46° 09′ 23″ nord, 2° 41′ 53″ est               | « PA00092469 »                                 | Classé Inscrit                                 | 1922 1980                                      | Abbaye Notre-Dame de Bellaigue                                                 |
| Château de Viverols                                                             | Viverols                              |                                                              | 45° 26′ 03″ nord, 3° 52′ 51″ est               | « PA00092470 »                                 | Inscrit                                        | 1926                                           | Château de Viverols                                                            |
| Maison Granet                                                                   | Viverols                              |                                                              | 45° 26′ 09″ nord, 3° 53′ 18″ est               | « PA63000011 »                                 | Inscrit                                        | 1997                                           | Image manquante Téléverser                                                     |
| Église Saint-Mary de Colamine                                                   | Vodable                               |                                                              | 45° 30′ 01″ nord, 3° 08′ 06″ est               | « PA00092471 »                                 | Inscrit                                        | 1956                                           | Église Saint-Mary de Colamine                                                  |
| Croix de chemin de Vollore-Ville                                                | Vollore-Ville                         | Rue du Grun de Chignore                                      | 45° 47′ 19″ nord, 3° 36′ 18″ est               | « PA00092472 »                                 | Inscrit                                        | 1984                                           | Croix de chemin de Vollore-Ville                                               |
| Croix de cimetière de Vollore-Ville                                             | Vollore-Ville                         | Chemin de la Chapelle                                        | 45° 47′ 10″ nord, 3° 36′ 14″ est               | « PA00092473 »                                 | Classé                                         | 1905                                           | Croix de cimetière de Vollore-Ville                                            |
| Croix de Vollore-Ville                                                          | Vollore-Ville                         | Place de la Poste                                            | 45° 47′ 12″ nord, 3° 36′ 00″ est               | « PA00092474 »                                 | Classé                                         | 1905                                           | Croix de Vollore-Ville                                                         |
| Église Saint-Maurice de Vollore-Ville                                           | Vollore-Ville                         |                                                              | 45° 47′ 06″ nord, 3° 36′ 04″ est               | « PA00092475 »                                 | Classé                                         | 1989                                           | Église Saint-Maurice de Vollore-Ville                                          |
| Maison                                                                          | Vollore-Ville                         | Rue de la Tourelle                                           | 45° 47′ 09″ nord, 3° 36′ 01″ est               | « PA00092476 »                                 | Inscrit                                        | 1926                                           | Maison                                                                         |
| Château de Bosredon                                                             | Volvic                                |                                                              | 45° 52′ 21″ nord, 3° 02′ 20″ est               | « PA00092477 »                                 | Inscrit                                        | 2010                                           | Château de Bosredon                                                            |
| Château de Tournoël                                                             | Volvic                                |                                                              | 45° 53′ 05″ nord, 3° 02′ 18″ est               | « PA00092478 »                                 | Classé                                         | 1889                                           | Château de Tournoël                                                            |
| École d'architecture de Volvic                                                  | Volvic                                |                                                              | 45° 52′ 20″ nord, 3° 02′ 19″ est               | « PA00092479 »                                 | Classé                                         | 1908                                           | École d'architecture de Volvic                                                 |
| Église Saint-Priest de Volvic                                                   | Volvic                                |                                                              | 45° 52′ 21″ nord, 3° 02′ 18″ est               | « PA00092480 »                                 | Classé Inscrit                                 | 1903 2007                                      | Église Saint-Priest de Volvic                                                  |
| Église Saint-Martin d'Yronde                                                    | Yronde-et-Buron                       |                                                              | 45° 36′ 48″ nord, 3° 15′ 20″ est               | « PA00092481 »                                 | Classé                                         | 1961                                           | Église Saint-Martin d'Yronde                                                   |